# Il re Manfredi
Il re Manfredi, conosciuto anche con il titolo Lo sterminatore dei barbari, è un film italiano di genere avventuroso del 1962, diretto da Piero Regnoli.

## Trama
Intorno al 1500, Berthold di Staufenhols viene inviato in Italia per assumere provvisoriamente la reggenza di una delle provincie controllate dalla Germania per conto di Alberico, essendo deceduto il re, usurpandola all'erede legittimo, il principe Manfredi. Costui riesce a respingerlo facendo prigioniera sua figlia Grenda trattenendola in ostaggio in un castello. La donna, per vendicarsi, avvicina il luogotenente di Manfredi, Riccardo di Casale, facendogli credere che Alberico sia morto e, per diritto di successione, possa ambire al trono. Riccardo accetta, ma Alberico in realtà è vivo e arriva nella provincia con Rodolfo di Baviera deciso ad assumere il comando.
Il fratello di Riccardo, il conte Andrea di Casale, per guadagnarsi la benevolenza del futuro sovrano lo induce a tradire apertamente Manfredi e ad ucciderlo insieme a molti suoi fedeli. Soltanto Astolfo si salva, pianificando di fuggire con la fidanzata Orabile, ma Riccardo scopre in anticipo i suoi piani e, istigato da Grenda, rapisce Orabile. Astolfo fa altrettanto con Alberico e inizia una lotta senza quartiere culminante in un duello tra i due dove interviene inaspettatamente Grenda, che grazie a un'astuzia di Astolfo precipita insieme a Riccardo in un burrone e muore. Alberico, incoronato nuovo re della provincia, nomina Astolfo suo cavaliere.

## Distribuzione
Il film, uscito nel 1962 col suo titolo originale, venne rieditato nel 1964 (visto di censura n. 42.088 del 17 gennaio per una lunghezza di 2.004 metri) con il nuovo titolo Lo sterminatore dei barbari.